# Provinciale weg 302
De provinciale weg 302 (N302) verbindt de A1 bij Kootwijk met de A6 nabij Lelystad. Tot november 2018 liep de N302 nog door tot aan de A7 bij Hoorn, via de Houtribdijk, maar dit gedeelte is sindsdien onderdeel van de N307.
Bij Harderwijk ligt het Aquaduct Veluwemeer. In 2006 is de verbreding van twee naar vier rijstroken (twee per rijrichting) op het traject Harderwijk-Lelystad gereedgekomen.
Tot 2002 liep de N302 vanaf de Houtribdijk zuidelijk om Lelystad richting de aansluiting Lelystad (10) van de A6. Aangezien deze route grotendeels tussen woonwijken door liep, werd de route van de N302 gewijzigd: voortaan volgde deze vanaf de Houtribdijk de noordelijke randweg om Lelystad naar de aansluiting Lelystad-Noord (11) van de A6. Dit deel was tot 2002 en vanaf 2018 onderdeel van de N307.
In 2020 is begonnen met het ombouwen van de rotonde bij Harderhaven tot een ongelijkvloerse aansluiting. Deze is op 7 september 2022 opengesteld voor het verkeer.

## N23
Er waren diverse plannen om de N302 op te waarderen om de economie van Flevoland en Noord-Holland te versterken. In 2007 is hiertoe een werkgroep N23 opgericht. De N23 bestaat uit een aantal bestaande weggedeeltes van de N302 en enkele nieuwe weggedeeltes. De N23 is gepland van Kampen bij de N50 tot aan de N242 nabij Alkmaar.
Toen de werkzaamheden in Noord-Holland grotendeels waren afgerond, werd op 13 november 2018 de N302 ingekort. Vanaf toen ligt de N302 alleen tussen Lelystad (A6, afrit 10) en Kootwijk. De N307 heeft de rest van de route vervangen, met uitzondering van het huidige gedeelte ten noorden van Stede Broec, dat het nummer N505 heeft gekregen.

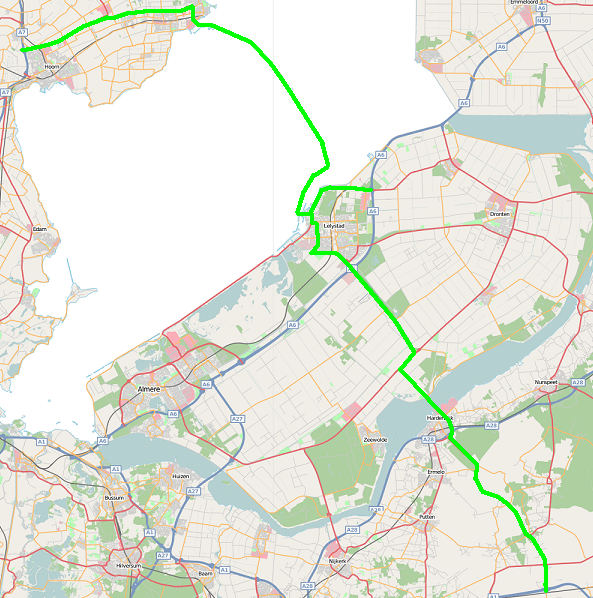
Detailkaart traject tot 13 november 2018.

N23 · N34 · N224 · N225 · N229 · N233 · N271 · N301 · N302 · N303 · N304 · N305 · N306 · N307 · N308 · N309 · N310 · N311 · N312 · N313 · N314 · N315 · N316 · N317 · N318 · N319 · N320 · N322 · N323 · N324 · N325/A325 · N326/A326 · N327 · N329 · N330 · N331 · N332 · N333 · N334 · N335 · N336 · N337 · N338 · N339 · N340 · N341 · N342 · N343 · N344 · N345 · N346 · N347 · N348/A348 · N349 · N350 · N351 · N352 · N375 · N377

N418 · N701 · N702 · N703 · N704 · N705 · N706 · N707 · N708 · N709 · N710 · N711 · N712 · N713 · N714 · N715 · N716 · N717 · N718 · N719 · N720 · N727 · N731 · N732 · N733 · N734 · N735 · N736 · N737 · N738 · N739 · N740 · N741 · N742 · N743 · N744 · N745 · N746 · N747 · N748 · N749 · N750 · N751 · N752 · N753 · N754 · N755 · N756 · N757 · N758 · N759 · N760 · N761 · N762 · N763 · N764 · N765 · N766 · N768 · N781 · N782 · N783 · N784 · N785 · N786 · N787 · N788 · N789 · N790 · N791 · N792 · N793 · N794 · N795 · N796 · N797 · N798 · N800 · N801 · N802 · N803 · N804 · N805 · N806 · N810 · N811 · N812 · N813 · N814 · N815 · N816 · N817 · N818 · N819 · N820 · N821 · N822 · N823 · N824 · N825 · N826 · N827 · N830 · N831 · N832 · N833 · N834 · N835 · N836 · N837 · N838 · N839 · N840 · N841 · N842 · N843 · N844 · N845 · N846 · N847 · N848 · N852 · N855

Cursief vermelde wegen zijn voormalige provinciale wegen.